# 桐鳥
桐鳥（とうちょう、生没年不詳）とは、江戸時代の浮世絵師。

## 来歴
師系・経歴不明。『浮世絵師伝』には「天明四年（1784年）及び同八年の絵暦美人画あり。画風豊春に似たり」とある。『原色浮世絵大百科事典』は作として「大門口の図」（小絵暦、天明8年）の図版を載せている。